# Hyphantria suffusa
Hyphantria suffusa là một loài bướm đêm thuộc phân họ Arctiinae, họ Erebidae.